# Lipany (stacja kolejowa)
Lipany (słow: Železničná stanica Lipany) – stacja kolejowa w miejscowości Lipany, w kraju preszowskim, na Słowacji.
Znajduje się na zelektryfikowanej linii 188 Kysak – Muszyna.
Budowa linii kolejowej rozpoczęła się w kwietniu 1872. Ze stacji Lipany pierwszy pociąg pasażerski do Preszowa wyruszył 2 maja 1873 o godzinie 4 rano.

## Linie kolejowe[1]
- Linia 188 Kysak – Muszyna